# Circ contemporan
Circul Contemporan sau Circul Nou, cunoscut de asemenea ca nouveau cirque sau cirque contemporain în țările de limbă franceză, este un gen de arte ale circului care s-a dezvoltat în a doua jumătate a secolului XX. În cadrul circului contemporan, reprezentările transmit o istorie sau o temă prin intermediul instrumentelor circului tradițional (atletism, aerobică etc).
Circul contemporan se remarcă printr-o folosire foarte rară a animalelor în reprezentări.
Exemple de companii și trupe de circ contemporan includ Cirque Éloize⁠(d) și Cirque de Soleil din Canada, Cirkus Cirkör⁠(d) din Suedia, Cirque Plume⁠(d) și Archaos⁠(d) din Franța. 
Bienala Internațională a Circului⁠(d) (în franceză Biennale Internationale des Arts du Cirque), care se desfășoară în sudul Franței, este cel mai mare și mai cunoscut festival de circ contemporan din lume.